# Sikorowa Górka
Sikorowa Górka – częściowo zalesione wzgórze o wysokości 482,6 m n.p.m. Znajduje się na Wyżynie Olkuskiej na północ od miejscowości Gorenice w województwie małopolskim.